# 검은방 4
《검은방 4: 밀실탈출》(Panic Room)은 일렉트로닉 아츠 모바일 코리아(EA Mobile Korea)에서 제작한 추리, 공포 장르의 모바일 어드벤처 게임이다. 2011년 KT, SKT, LG U+ 의 이동통신 3사에 출시되었다.

## 등장 인물
- 류태현 (남, 28세)

교통순경, 174cm, 62kg, 생년월일 4월 21일, A형
검은방 시리즈의 주인공이다. 백화점 붕괴사건 당시 여자친구인 여승아를 구하다가 허강민의 막내 동생의 죽음을 막지 못하였다. 검은방시리즈 1, 2, 3편의 생존자이다.
- 여승아 (여, 26세)

특정 언급된 직업 없음, 160cm, 48kg, 생년월일 7월 14일, A형
류태현의 여자친구이다. 검은방 시리즈 1편의 생존자이다.
- 하무열 (남, 39세)

형사, 180cm 72kg, 생년월일 1월 16일, AB형
류태현의 선배이다,검은방 시리즈 1편에서의 총격에 의한 부상으로 내근직인 사이버 수사대로 소속이 전환되었다. 검은방시리즈1, 2, 3편의 생존자이다.
- 임선호 (31세)

흥신소, 173cm, 생년월일 2월 3일, O형
전직 육군 장교였을 때 허강민의 첫째 동생을 압박하여 자살하게한 장본인이다. 검은방 시리즈 1편의 생존자이다.
- 민지은 (22세)

프리랜서, 162cm, 생년월일 4월 5일, O형
검은방 시리즈 3편의 범인인 안승범의 누나를 죽음에 이르게 한 인물중 한명이다,검은방 시리즈 3편의 생존자이다.
- 안승범 (21세)

미결수, 180cm, 65kg, 생년월일 1월 8일, B형
검은방 시리즈 3편의 범인이며, 류태현의 도움으로 생환하였다. 검은방 시리즈 3편의 생존자이다.
- 허강민 (29세)

미궁 설계자, 178cm, 62kg, 생년월일 9월 15일, B형
검은방 시리즈 전체의 미궁을 설계한 장본인이다. 자신의 동생들의 복수를 위해 미궁을 설개하였다. 검은방시리즈 1편의 진범 및 2, 3편의 지원자이다. 허강민은 1편에서 처음 사건을 벌인 뒤로는 백선교의 후원을 받고 있다.
- 장혜진 (23세)

백선교도, 158cm, 생년월일 10월 9일, AB형
검은방 시리즈 2편의 진범인 양수연의 심리를 압박하기 위한 허강민의 말이였다. 검은방 시리즈 2편의 생존자이다.
- 강성중 (42세)

백선교 간부, 187cm, 생년월일 6월 7일, AB형
백선교의 간부로 허강민의 게임방식에 불만을 품어 이번 게임의 주최자가 되었다.

## 특징
검은방4는 검은방1, 2, 3과 동일하게 찾고, 도구를 사용하여 탈출하는 방식으로, ‘미궁’이라는 곳에서 탈출하여 생존하는 게임이다. 또한 키워드, 프로필, 엔딩 파일 등 기록이 남아있으며, PDA를 주는 등 거의 동일하게 나왔다. 더 추가된 기능으로는 미니게임, 복장 변경, 에피소드 1, 2, 3으로 나뉜 것 등이 있다. 무엇보다 중요한 것은 에피소드 1에서는 류태현도 없이 하무열만 등장하여 결국엔 강성중에게 농락당해 전원 사망, 에피소드 2에서는 류태현이 등장해 저항해보나 결국 또 다시 농락당하고 전원 사망하나 에피소드 3에서 2편의 유일한 생존자 장혜진이 허강민을 풀어주고 동행하며 상황이 점차 역전되는 전개를 보여준다.

## 특전 엔딩
엔딩 중에서는 제작진이 해학성을 부여하기 위해 넣은 것이 있는데, 예를 들면 류태현의 ‘그게 나야(움비둠바 두비두바)’가 그러한 경우이다. 키워드, 프로필 등을 다 모으면 열쇠(빨강, 파랑)가 주어져 탈출 방, 캐릭터를 소개해주는 ‘코멘터리’ 엔딩이 열린다. 또한 엔딩과 미션에서도 각각 초록, 보라 열쇠가 주어진다. 진입하기 위해서는 3부 증기문에 사용한다. 프로필 특전에 공포특전이 업데이트되었다.